# Siedlung Steinrausch (Langenfeld)

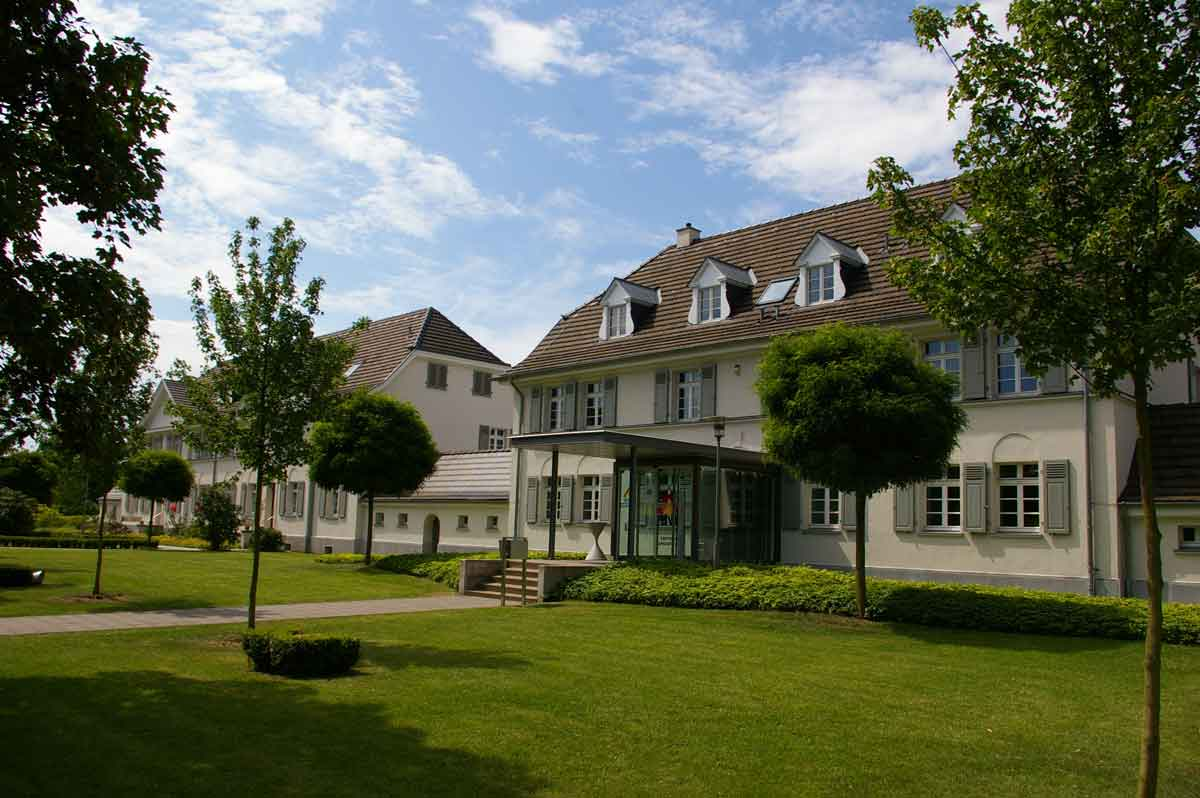
Geschäftsstelle Bauverein Richrather Straße 92

Die Siedlung Steinrausch des Bauvereins Langenfeld wurde in den Jahren 1920 bis 1928 errichtet und ist ein Baudenkmal seit 1994.

## Zur Siedlung
Für den planerischen Entwurf der Häuser sowie für die Gesamtkonzeption der Anlage am Steinrausch in Langenfeld verantwortlich war der Architekt G.A. Münzer. Die Richrather Straße 88-92 plante Carl Conradi aus Elberfeld. Zu den übrigen Häusern der Siedlung gehören die Häuser Richrather Straße 62-76, 80-92 und weiter die Häuser Steinrausch 1-11, 2-16. Diese historische Bebauung konzentriert sich auf die Westseite der Richrather Straße sowie die Straße Steinrausch, die auch der Siedlung ihren Namen gab. Die Bauten sind, ausgenommen die drei Einfamiliendoppelhäuser Steinrausch 2-8 und Steinrausch 1/3, zweispännige Mehrfamilienhäuser mit zwei gegenüberliegenden Wohnungen je Etage. Die Häuser sind zweigeschossig, verputzt und mit Sattel- oder Walmdächern gedeckt. Sie verfügen über einfache rechteckige Fenster, seitliche Anbauten und vorgezogene Eingangsachsen an einfach strukturierten Baukörpern. Die ältesten Bauten verfügen über kein Bad, doch gehören zu ihnen noch Ställe sowie Spül- und Waschküchen. Ab 1926 wurde den Wohnungen in den Mehrfamilienhäusern dann ein Bad zugeordnet und es wurde auf Ställe verzichtet. Eine besondere Stellung nimmt zudem das so genannte Kettenhaus 88–92 (mit der Bauvereinsverwaltung, siehe Bild) ein. Es wurde 1922 durch die 'Gemeinnützige Gesellschaft zur Beschaffung von Kleinwohnungen Solingen-Ohligs' im Auftrag der Fa. Kronprinz errichtet. Die beiden mit Krüppelwalmdächern gedeckten Häuser sind durch seitliche Wirtschaftsanbauten (wie zu einer Kette) miteinander verbunden. Die gesamte Siedlung erhielt 1956 statt des Senkbrunnens einen Kanalanschluss.

## Zur Bewertung
Besondere Erwähnung verdient die Geschichte des Bauvereins Langenfeld selbst, wie auch in der Stellungnahme herausgestellt wurde. Er wurde gleich nach Kriegsende 1919 mit dem Ziel ins Leben gerufen, alle am Wohnungsbau interessierten Kräfte zu bündeln. So fanden sich – zur Errichtung von insbesondere Wohnungen für Arbeiter – die Arbeiter selbst, die ihnen Arbeit gebenden Firmen sowie als Hauptanteilseignerin die Stadt Langenfeld zusammen. Dieser gemischt-wirtschaftliche Verein erwarb 1921 ein Grundstück von 113116 m² an der Richrather Straße, das der Architekt G.A. Münzer vollständig überplante. Trotz des Bauens in mehreren Bauabschnitten hielt man sich an diesen vorgegebenen Siedlungsgrundriss. Daher repräsentiert das Gebiet Kontinuität und Wandel, architekturgeschichtliche Entwicklungen und wechselnde Architekturauffassungen auf engstem Raum. Den Eigenwert der Siedlung erhält diese durch eine qualitätvolle Gestaltung des Einzelbaues in einer weiträumigen Anlage. Die Siedlung ist eng mit der Stadtgeschichte verbunden, zeigt flexible Reaktionen des Bauvereins auf veränderte Gegebenheiten auf und erhält ihre Bedeutung als spezielle, regionale Ausformung des Wohnungsbaus der zwanziger Jahre. Die architekturgeschichtliche Entwicklung mit ihren sozialen Aussagen, abzulesen an den einzelnen Bauten, bestimmt des Weiteren den Denkmalwert der Anlage.